# Velma
Velma är en amerikansk animerad drama- och komediserie vars första säsong hade premiär den 5 januari 2023. Första säsongen bestod av tio avsnitt. Seriens andra säsong har en planerad premiär 25 april 2024. Serien är skapad av Charlie Grandy, som också skrivit seriens manus.

## Handling
Serien kretsar kring Velma Dinkley den kanske skarpaste hjärnan i Scooby-Doos klassiska mysterielösargäng, och berättar hennes bakgrund.

## Rollista i urval
- Mindy Kaling - Velma Dinkley
- Glenn Howerton - Fred Jones
- Sam Richardson - Norville Rogers
- Constance Wu - Daphne Blake
- Russell Peters - Aman Dinkley
- Melissa Fumero - Sophie
- Sarayu Rao - Diya Dinkley
- Jane Lynch - Donna Blake
- Wanda Sykes - Linda Blake
- Ming-Na Wen - Carroll
- Ken Leung - Darren
- Cherry Jones - Victoria Jones
- Frank Welker - William Jones
- Nicole Byer - Blythe Rogers
- Gary Cole - Lamont Rogers
- "Weird Al" Yankovic - Dandruff Tuba
- Fortune Feimster - Olive
- Yvonne Orji - Gigi
- Karl-Anthony Towns - Jacques Beau
- Shay Mitchell - Brenda
- Debby Ryan - Krista
- Kulap Vilaysack - Lola
- Jim Rash - Dave
- Stephen Root - Sheriff Cogburn